# Îles Concepción
Les îles Concepción sont 17 îles diversement habitées et inhabitées dans le nord-est de la province d'Iloílo, aux Philippines. Les îles sont administrativement subdivisées en 11 barangays insulaires et font partie de la municipalité de Concepción. Selon le recensement de 2010, les îles ont une population totale de 19080 habitants, soit 48 % de la population totale de Concepción.

## Géographie

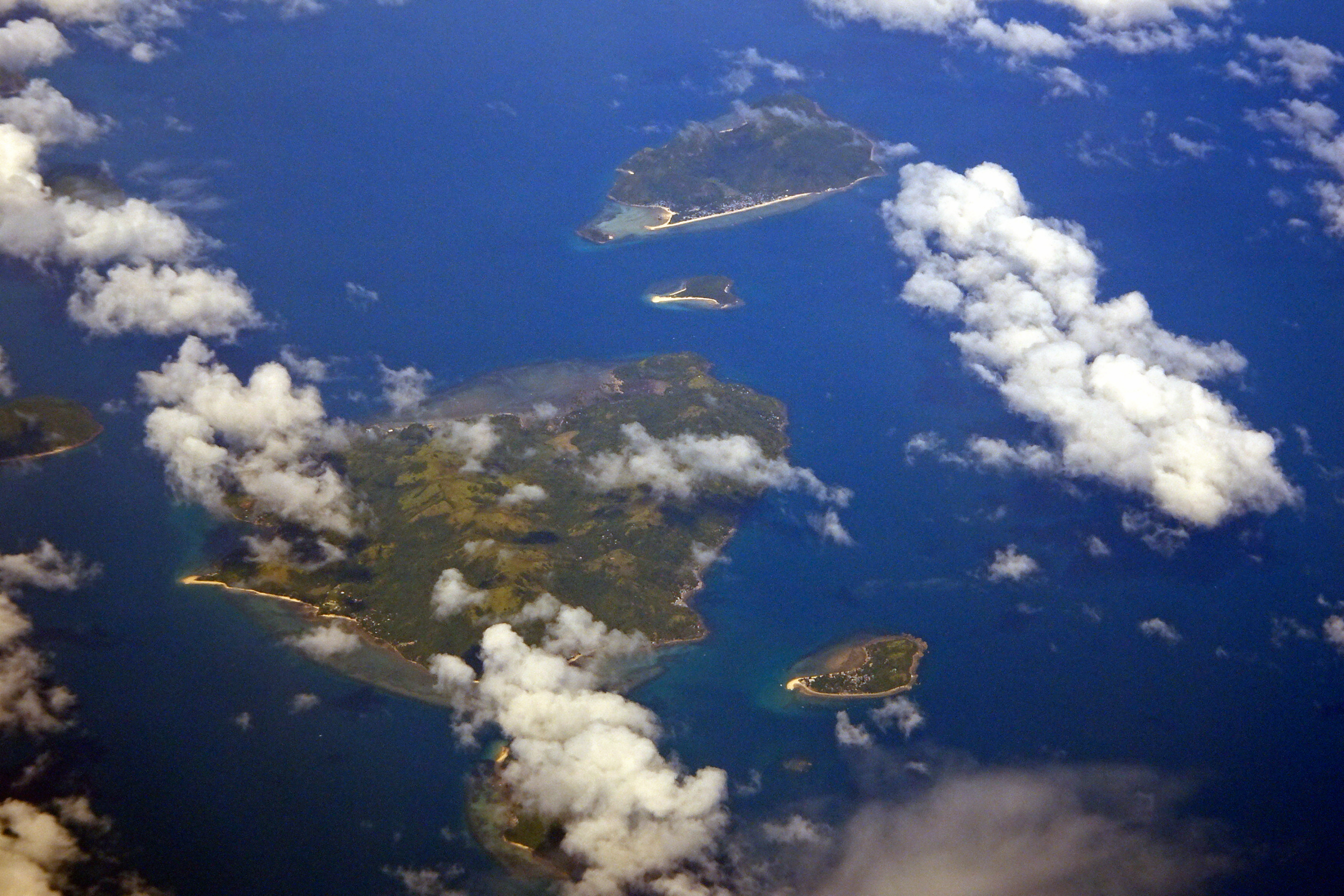
Vue aérienne de l’île d’Igbon et de plusieurs autres îles Concepcion à proximité

Les îles Concepción sont situées à l’est de l’île de Panay dans la mer des Visayas, et font partie de l’archipel des Visayas occidentales. Les îles font partie de la ville de Concepcion et représentent 40 % de la superficie totale de Concepcion. L’île la plus proche est Tago, qui est un récif corallien à 200 mètres du continent, à l’intérieur de la baie de Concepcion. L’île la plus éloignée est Baliguian, située à 22 kilomètres du continent. Baliguian marque également la fin des eaux de la municipalité de Concepción. La majorité des îles sont montagneuses et boisées, bordées de plages de sable blanc et entourées de récifs, de hauts-fonds et de bancs de sable. Quelques-unes des îles disposent de phares pour faciliter la navigation des navires dans cette zone.

## Histoire
En 1604, Juan Salgado vainquit deux fois des pirates espagnols près de Pan de Azucar. Pendant la Seconde Guerre mondiale, les forces japonaises ont abattu un pilote de chasse américain, qui s’est écrasé près de l’île de Bag-o Abo.

## Liste des îles
Les îles Concepción sont, dans l’ordre alphabétique :
- Agho
- Anauayan
- Bag-o Abo
- Bag-o Isi
- Baliguian
- Bocot
- Botlog
- Bulubadiangan
- Chico (Bag-o Sipol)
- Colebra (Bago-alas)
- Danao-Danao
- Igbon
- Malangabang
- Pan de Azucar
- Sombrero
- Tago
- Tagubanhan